# Episodi di Fantasmi (serie televisiva)
La prima e unica stagione della serie televisiva Fantasmi è composta da 11 episodi; i primi 7 episodi sono stati trasmessi negli Stati Uniti su UPN dal 24 settembre 2002 al 5 novembre 2002. La serie è stata poi cancellata per i bassi ascolti ed è stata mandata in onda interamente solo in successivi passaggi televisivi.
In Italia è andata in onda su Rai 2 dal 6 ottobre 2004 al 29 dicembre 2004.
| nº | Titolo originale  | Titolo italiano         | Prima TV USA      | Prima TV Italia |
| -- | ----------------- | ----------------------- | ----------------- | --------------- |
| 1  | Pilot             | Il rapimento            | 24 settembre 2002 | 6 ottobre 2004  |
| 2  | Grievous Angels   | Per amore di Paris      | 1º ottobre 2002   |                 |
| 3  | Fidelity          | Fedeltà                 | 8 ottobre 2002    |                 |
| 4  | Abby              | La maledizione          | 15 ottobre 2002   |                 |
| 5  | Blind Witness     | Con gli occhi del cuore | 22 ottobre 2002   |                 |
| 6  | Nocturne          | Scambio di identità     | 29 ottobre 2002   |                 |
| 7  | A Three Hour Tour | Figlia dei fantasmi     | 5 novembre 2002   |                 |
| 8  | Nexus             | L'uomo degli incidenti  | 9 ottobre 2008    |                 |
| 9  | Simon Redux       | Nick e Simon            | 9 ottobre 2008    |                 |
| 10 | Last Call         | Omicidio al Blackhawk   | 9 ottobre 2008    |                 |
| 11 | Seeking Asylum    | Il nuovo dottore        | 9 ottobre 2008    |                 |